# Центральная статистика
В статистике центральная статистика (также: пивот от англ. pivot и англ. pivotal quantity, центральная величина, опорная величина, ключевая величина) — это функция от наблюдений и неизвестных параметров, такая что распределение вероятностей [этой] функции не зависит от неизвестных параметров (включая мешающие параметры. Центральная статистика не обязательно должна быть статистикой, функция и её значение могут зависеть от параметров в модели, но её распределение — не должно. Если функция является статистикой, то она называется вспомогательной статистикой.
Пусть {\displaystyle X=(X_{1},X_{2},\dots ,X_{n})} — случайная выборка из распределения, которая зависит от параметра (или вектора параметров) {\displaystyle \theta }. Пусть {\displaystyle g(X,\theta )} случайная переменная, распределение которой одинаково для всех {\displaystyle \theta }. Тогда {\displaystyle g} — это центральная статистика (см. синонимы).
Центральные статистики часто используются для нормализации для сравнения данных из разных наборов данных. Выразить центральные статистики для математического ожидания ({\displaystyle \mu }) и стандартного отклонения ({\displaystyle \sigma }) довольно просто: для того, чтобы убрать первое, нужно взять разность, такую что {\displaystyle \mu } сократится, а для последнего — отношение, такое что {\displaystyle \sigma } сократится.
Центральные статистики — это фундамент статистических критериев, поскольку они позволяют статистике не зависеть от параметров, например, t-статистика для нормального распределения с неизвестной дисперсией и средним. Они также предоставляют метод построения доверительного интервала, а ещё использование центральных статистик улучшает результаты метода бутстрэп. Вспомогательная статистика используется для построения частотных интервалов предсказания (доверительный интервал предсказания).

## Примеры

### Нормальное распределение
Одна из самых простых центральных статистик — это z-оценка. Дано нормальное распределение со средним {\displaystyle \mu } и дисперсией {\displaystyle \sigma ^{2}} и наблюдение {\displaystyle x}, тогда z-оценка:
{\displaystyle z={\frac {x-\mu }{\sigma }},}
имеет распределение {\displaystyle N(0,1)} — нормальное распределение со средним {\displaystyle 0} и дисперсией {\displaystyle 1}. Сходным образом, поскольку среднее выборки из {\displaystyle n} элементов имеет выборочное распределение {\displaystyle N(\mu ,\sigma ^{2}/n)}, то z-оценка среднего:
{\displaystyle z={\frac {{\bar {X}}-\mu }{\sigma /{\sqrt {n}}}}}
также имеет распределение {\displaystyle N(0,1)}. Обратим внимание, что хоть все эти функции зависят от параметров и мы можем их вычислить только если эти параметры известны (они не являются статистиками), — распределение z-оценки всё равно не зависит от параметров.
Дано {\displaystyle n} наблюдений нормально распределённых независимых [одинаково распределённых] случайных величин {\displaystyle X=(X_{1},X_{2},\dots ,X_{n})} с неизвестным средним {\displaystyle \mu } и дисперсией {\displaystyle \sigma ^{2}}. Тогда центральную статистику можно получить из функции:
{\displaystyle g(x,X)={\frac {x-{\bar {X}}}{s/{\sqrt {n}}}}},
где
{\displaystyle {\bar {X}}={\frac {1}{n}}\sum _{i=1}^{n}X_{i}}
и
{\displaystyle s^{2}={\frac {1}{n-1}}\sum _{i=1}^{n}(X_{i}-{\bar {X}})^{2}}
это несмещённые оценки {\displaystyle \mu } и {\displaystyle \sigma ^{2}} соответственно. Функция {\displaystyle g(x,X)} — это t-статистика Стьюдента для нового значения {\displaystyle x}, которое будет взято из той же генеральной совокупности, как и наблюдаемый набор данных {\displaystyle X}.
Используя {\displaystyle x=\mu } функция {\displaystyle g(\mu ,X)} становится центральной статистикой, которая распределена по распределению Стьюдента с {\displaystyle \nu =n-1} степеней свободы. Хоть {\displaystyle \mu } является аргументом функции {\displaystyle g}, распределение {\displaystyle g(\mu ,X)} не зависит от параметров {\displaystyle \mu } или {\displaystyle \sigma ^{2}} нормального распределения из которого были получены наблюдения {\displaystyle X_{1},\dots ,X_{n}}.
Это можно использовать для построения интервала предсказания для следующего наблюдения {\displaystyle X_{n+1}}; См. Интервал предсказания $ Нормальное распределение.

### Двумерное нормальное распределение
В более сложных случаях невозможно найти точные центральные статистики, тем не менее наличие приближённых центральных статистик улучшает сходимость к асимптотической нормальности.
Предположим, у нас есть выборка размера {\displaystyle n} векторов {\displaystyle (X_{i},Y_{i})^{\prime }}, взятая из двумерного нормального распределения с неизвестной корреляцией {\displaystyle \rho }.
В качестве оценщика {\displaystyle \rho } можно взять выборочную корреляцию (Пирсона):
{\displaystyle r={\frac {{\frac {1}{n-1}}\sum \limits _{i=1}^{n}(X_{i}-{\bar {X}})(Y_{i}-{\bar {Y}})}{s_{x}s_{y}}}},
где {\displaystyle s_{X}^{2}}, {\displaystyle s_{Y}^{2}} — выборочная дисперсия {\displaystyle X} и {\displaystyle Y}. У выборочной статистики {\displaystyle r} асимптотически нормальное распределение:
{\displaystyle {\sqrt {n}}{\frac {r-\rho }{1-\rho ^{2}}}\Rightarrow N(0,1)}.
Тем не менее преобразование корреляционного коэффициента, стабилизирующее дисперсию,
{\displaystyle z=\tanh ^{-1}r={\frac {1}{2}}\ln {\frac {1+r}{1-r}}},
известное как z-преобразование Фишера, позволяет сделать распределение {\displaystyle z} асимптотически независимым от неизвестных параметров:
{\displaystyle {\sqrt {n}}(z-\zeta )\Rightarrow N(0,1)},
где {\displaystyle \zeta =\tanh ^{-1}\rho } соответствует параметру распределения. Для конечных выборок размером {\displaystyle n} случайная величина {\displaystyle z} будет иметь распределение ближе к нормальному, чем у [распределения] {\displaystyle r}. Для получения ещё большей приближённости к стандартному нормальному распределению можно использовать для извлечения дисперсии лучшее приближение: обычно это
{\displaystyle \mathbb {D} (z)\approx {\frac {1}{n-3}}}.

## Робастность
С точки зрения робастной статистики, центральные статистики робастны относительно изменений в параметрах, в действительности не зависят от параметров, но в целом не робастны к изменениям в модели, поскольку нарушается предположение о нормальности. Это основополагающий момент для критики не-робастной статистики часто выводится из центральных статистик: такие статистики могут быть робастны внутри семейства, но не вне ей.